# Bustos (Oliveira do Bairro)
Bustos ist eine Kleinstadt und eine ehemalige Gemeinde in Portugal.

## Geschichte
Die Gemeindekirche von Bustos, die Igreja de São Lourenço, wurde im 18. Jahrhundert errichtet.
Die eigenständige Gemeinde Bustos entstand im Jahr 1920 durch Ausgliederung aus der Gemeinde Mamarrosa.
Am 1. Juli 2003 wurde Bustos zur Kleinstadt (Vila) erhoben.
Im Jahr 2013 wurde Bustos mit den Gemeinden Troviscal und Mamarrosa zur neuen Gemeinde Bustos, Troviscal e Mamarrosa zusammengeschlossen.

## Verwaltung
Bustos war eine Gemeinde (Freguesia) im Kreis (Concelho) von Oliveira do Bairro im Distrikt Aveiro. Die Gemeinde hatte 2652 Einwohner (Stand 30. Juni 2011).
Folgende Ortschaften liegen im Gebiet der ehemaligen Gemeinde:
| - Azurveira - Barreira - Bustos - Cabeço | - Picada - Póvoa - Quinta Nova - Sobreiro |

Mit der Gebietsreform vom 29. September 2013 wurden die Gemeinden Bustos, Troviscal und Mamarrosa zur neuen Gemeinde União das Freguesias de Bustos, Troviscal e Mamarrosa zusammengeschlossen. Bustos ist Sitz dieser neu gebildeten Gemeinde.